# Hintere Platteinspitze
Die Hintere Platteinspitze ist ein 2723 m ü. A. hoher Berg bei Imst in Tirol. Der aus steil aufgestelltem und plattigem Hauptdolomit bestehende Berg liegt etwa 2,3 Kilometer südöstlich vom Hahntennjoch und gut fünf Kilometer nordwestlich von Imst in den Lechtaler Alpen. Ein Kilometer südöstlich vom Gipfel liegt die Vordere Platteinspitze, mit der die Hintere Platteinspitze mit einem felsigen Grat verbunden ist.
Die Besteigung des felsigen Gipfels erfordert auch am Normalweg von der Muttekopfhütte durch das Engelkar etwas Klettergewandtheit. Der Übergang zur Vorderen Platteinspitze bietet Kletterei im Schwierigkeitsgrad III – IV der UIAA-Skala, so man im Bereich der Gratschneide bleibt. Ein weiterer bekannter Gratanstieg auf den Gipfel ist der Melzergrat mit dem Teilabschnitt der steilen Melzerkante. Der Grat weist Stellen bis zum V. Grad auf und ist nach Otto Melzer benannt, dem möglichen Erstbegeher des Grates. Im Bereich der Melzerkante befinden sich auf der Südseite die etwa 120 Meter hohen Melzerplatten, die von mehreren Kletterrouten, wie etwa der Schmetterlingsverschneidung oder Fandango, durchzogen sind. Nur wenige hundert Meter nordwestlich des Melzergrates führt parallel dazu der Südwestgrat der Platteinspitze in Richtung Gipfel. Dieser Grat verlangt Kletterei im Grad IV-. Aus der Schlucht zwischen dem Melzergrat und dem Südwestgrat zieht die 20 Seillängen lange und mit Bohrhaken abgesicherte Route Plattenzauber (VI+) zum Südwestgrat empor.